# 아웅산 수 찌
아웅산 수 찌(버마어: အောင်ဆန်းစုကြည်, 영어: Aung San Suu Kyi, 문화어: 아웅산수키, 1945년 6월 19일~)는 미얀마의 정치인 가문이자, 정치인이다. 2016년부터 2021년까지 미얀마의 국가고문과 외무부 장관을 역임했으며 1991년 노벨 평화상 수상자이다. 그녀는 민족민주연맹에서 1988년부터 2011년까지 총재를 맡았고, 2011년부터 당수를 맡고 있다. 2012년부터 2016년까지 코무 지역구의 하원 의원이었고, 비폭력 민주화 운동 지도자로서 오랜 기간 활동하였다. 또한, 2010년까지 미얀마 군사 정권에 의해 가택 연금을 당했고, 2010년 군사 정권으로부터 부분적 민주주의로의 이행에 핵심적인 역할을 했다.
신앙심이 두터운 불교 신자이며, 라프토상, 사하로프상을 받았다. 현재 2021년 2월 1일 발생한 2021년 미얀마 쿠데타로 인해 다시 억류되어 있다.

## 생애
1947년 6월에 암살된 아웅 산 장군과 킨 치 전 인도 대사의 딸로 당시 버마의 수도 랑군(현 양곤)에서 태어났다. 델리 대학교 정치학 학사, 옥스퍼드 대학교 세인트 휴스 칼리지 정치철학경제학대학원에서 석사 학위, 런던 대학교 동양 아프리카 연구 학원에서 박사 학위했다.

### 정치 활동
1962년 버마 쿠데타로 집권한 네 윈 장군이 이끄는 군정이 1988년에 해체되었다. 수 찌는 마침 그 해, 병든 어머니를 돌보기 위해 버마에 돌아와 있던 터였다. 1988년 8월 8일 오전 8시 랑군(현 양곤)항 항만 노동자들의 파업을 신호로 민주화를 요구하는 시위가 전국에서 일어났다. 이는 8888 항쟁이라고 불리며 1962년 네 윈 장군의 쿠데타 이래 26년 만에 벌어진 최대 규모의 반정부 시위였다. 유혈진압 닷새째 결국 군부는 지도부를 교체하며 정치 전면에서 물러났다. 그러나 실각 위기를 기회로 삼아 1988년 9월 18일 소 마웅 장군의 신군부가 다시 쿠데타를 일으켜 정권을 장악했다. 그 달 말인 9월 24일, 아웅산 수 찌를 총비서로 민족민주연맹(NLD)가 만들어졌다. 마하트마 간디의 비폭력주의, 더 나아가 부처의 사상에 영향을 받은 아웅산 수 찌는 민주화 운동 와중에 정치에 입문한 셈이었다. NLD의 설립을 도운 후 1989년 7월 20일 가택연금에 처해졌다. 그녀는 해외로 떠난다면 자유를 주겠다는 군부의 제안을 받았지만 거절했다. 1990년 총선에서 아웅산 수 찌가 이끄는 민족민주연맹이 압승을 거뒀으나 군사 정권은 권력 이양을 거부한 채 독재 체제를 이어 나갔다. 1988년 쿠데타로 집권한 군사 정권에 맞서 민족민주연맹(NLD)을 이끌었으며 1990년 5월 실시된 총선에서 수찌가 이끄는 민족민주연맹(NLD)이 495석 중 392석을 차지하는 압승을 거두고 수 지 여사는 총리가 되어야 했지만, 군사 정권은 선거 무효를 선언했다. 2005년 군부 개혁파이던 킨 뉸 총리가 발표한 미얀마 7단계 개혁 장기계획에 따라 2010년 총선이 실시되었다. 하지만 총선은 야당이 철저히 배제된 상태에서 실시되었고 결국 여당의 압승으로 끝났다. 총선 승리라는 정치적 목적을 달성한 미얀마 군사 정권은 2010년 11월 13일 아웅산 수 찌의 가택 연금을 해제했다. 2011년 5월 30일 양곤 저택에서 홍콩대 학생 및 교직원들과 가진 화상대화에서 미얀마 정치투어에 나설 계획을 밝히기도 했던 아웅산 수 찌는 6월 19일 20년 만에 자유의 몸으로 66회 생일을 맞았다. 이 자리에서 아웅산 수 찌는 NLD 본부에서 조촐한 생일파티를 갖고 "내 소원은 미얀마의 평화와 안정"이라고 말했다.

### 외무부 장관
2016년 3월 30일 아웅산 수 찌는 미얀마 국가자문위원회 위원, 미얀마 외무부 장관으로 임명되었다. 하지만 2017년에 미얀마에 거주하는 무슬림 계열 소수 민족인 로힝야족에 대한 미얀마 군부의 박해를 방관한 사실이 문제가 되어 국제 사회에서 거센 비판을 받았다. 2017년 9월 19일 아웅산 수 찌는 미얀마의 로힝야족 박해와 관련하여 텔레비전을 통해 국정 연설을 하였다. 이는 미얀마 정부의 공식 입장을 처음으로 밝힌 것으로, 직접적으로 로힝야족을 언급하지는 않았으며, 원론적인 수준에서 사태 해결에 나서겠다고 밝혔다.

## 기타

### 연설
그녀의 가장 유명한 연설 중 하나는 ‘공포로부터의 자유'라는 연설이다. 이 연설은 “부패한 권력은 권력이 아니라 공포이다. 권력을 잃을지 모른다는 공포는 권력을 휘두르는 자를 부패시키고, 권력의 채찍에 대한 공포는 거기에 복종하는 사람을 타락시킨다.”라는 문장으로 시작한다. 그녀는 이러한 공포가 많은 세계 지도자들이 그들의 목적을 잃게 만드는 원인이라고 믿었다. “정치가들은 참 놀라운 존재다. 사람들이 무엇을 원하는지 정치가들은 전혀 모르는 것 같다.”라는 그녀의 말은 이런 맥락에서 나온 것이다. 2013년 아웅 산 수지는 서울대 명예박사학위 수여 및 기념강연에서 조화로운 세상을 위해 관용이 가장 중요하다며 '자신과 다른 것에 대한 증오와 두려움이 분쟁의 원인이니까요. 그래서 타인과 그 사람의 가치관에 대한 관용이 절실합니다.'라고 언급한바있다. 한편 미래의 젊은이들을 위한 조언으로는 '무엇이 되는 것보다 목표가 무엇인지 설정하는 게 중요합니다'고 당부한바있다.

### 성명 표기 논란
아웅산 수 찌 여사의 로마자 표기는 Aung San Suu Kyi로 쓴다. 한국어 표기는 그동안 '아웅 산 수치' 또는 '아웅 산 수지'로 써 왔으나 '수치'라는 말이 한국어에서 '羞恥'라는 뜻으로 사용되므로, 아웅 산 수찌 여사 측에서 버마어 발음에 비슷한 '아웅 산 수찌'로 써 줄 것을 요구하였다. 또한 버마어에서는 성명 표기 시 띄어쓰기를 하지 않으므로 '아웅산 수찌'가 아니라 '아웅산 수 찌'로 붙여서 써 줄 것을 요구하였다. 이에 대해 국립국어원은 '아웅산 수 찌'는 1999년 3월 3일 제26차 정부언론외래어심의공동위원회에서 심의해 결정된 표기로서 쉽게 바꿀 수 없다는 입장을 밝혔다. '아웅산 수 찌' 여사의 이름에서 '아웅산'은 버마의 독립 운동가이자 민족의 영웅으로 추앙받는 자신의 아버지 아웅산 장군의 이름을 딴 것이고, '수찌'는 '모으다'는 뜻의 '수'와 '맑다'라는 뜻의 '찌'를 합친 말로서 "맑은 것을 모은다"는 뜻이다(조모의 이름인 "수"와 모친의 이름"치"를 차용함). 아웅산 수 찌 여사 측의 공식 요청 이후 한국의 일부 언론들은 성명 표기를 '아웅산 수지'로 바꾸거나 '아웅산 수 찌(수지)'로 병행하여 표기하고 있다.

### 소수민족 박해 논란
수치 고문에 대한 국제사회의 실망감이 극도로 커진 것은 그가 유엔의 법원인 국제사법재판소(ICJ)에서 미얀마군의 집단학살 혐의를 일관되게 부인하면서다. 아웅산 수 찌는 미얀마의 민주화 운동의 상징같은 인물로 노벨평화상까지 받았으나 실질적 지도자가 되고서 로힝야에 대한 폭력에 침묵했다는 이유로 한국의 광주인권상을 포함, 여러 단체로부터 수상이 철회되었다.

## 같이 보기
- 네윈
- 8888 항쟁
- 2007년 미얀마 반정부 시위
- 탄 슈웨
- 2015년 미얀마 총선거
- 2021년 미얀마 쿠데타

## 역대 선거 결과
| 선거명      | 직책명                   | 대수 | 정당         | 득표율 | 득표수   | 결과 | 당락                         |
| ----------- | ------------------------ | ---- | ------------ | ------ | -------- | ---- | ---------------------------- |
| 2012년 선거 | 하원의원 (카우무 선거구) | 2대  | 민족민주연맹 | 85.38% | 55,902표 | 1위  | 카움 주 타운쉽 하원의원 당선 |